# Агаци Полиоти (Вибо Валенција)
Агаци Полиоти (итал. Agazzi Polioti) је насеље у Италији у округу Вибо Валенција, региону Калабрија.
Према процени из 2011. у насељу је живело 62 становника. Насеље се налази на надморској висини од 659 м.